# Pseudoceratinoptera marginalis
Pseudoceratinoptera marginalis är en kackerlacksart som beskrevs av Hanitsch 1937. Pseudoceratinoptera marginalis ingår i släktet Pseudoceratinoptera och familjen småkackerlackor. Inga underarter finns listade i Catalogue of Life.